# Portanus eburatus
Portanus eburatus är en insektsart som beskrevs av Kramer 1964. Portanus eburatus ingår i släktet Portanus och familjen dvärgstritar. Inga underarter finns listade i Catalogue of Life.